# Saison 1964-1965 de la Jeunesse sportive de Kabylie
Maillots
Chronologie
Saison précédente Saison suivante
Cet article traite de la saison 1964-1965 de la Jeunesse sportive de Kabylie. Les matchs se déroulent essentiellement en Division Honneur, mais aussi en Coupe d'Algérie.
Il s'agit de sa troisième saison depuis l'indépendance de l'Algérie, soit sa treizième saison sportive si l'on prend en compte les dix précédentes qui eurent lieu durant l'époque coloniale.

## Contexte historique et footballistique

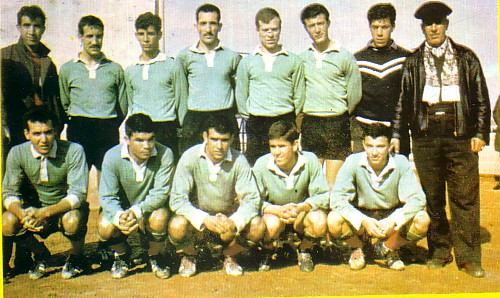
Équipe de la Jeunesse Sportive de Kabylie en 1965

La saison 1964-1965 voit apparaître un nouveau système de compétition avec la création de la Division Nationale. Après deux premières saisons de championnats régionaux suivit d'un tournoi national final, les dirigeants du football algérien décidèrent de la création d'une élite nationale regroupant les quatre premiers au classement des groupes Centre et Ouest de la Division Honneur lors de la saison 1963-1964 et les deux premiers de chacun des deux groupes Est. À cela s'ajoute des barrages de promotion pour les équipes ayant terminé cinquième dans les groupes Centre et Ouest et troisième et quatrième dans les deux groupes Est, donnant en tout un total de seize équipes pour composer l'élite. La JSK ayant terminé la saison passée à la huitième place du classement ne peut prétendre intégrer l'élite pour cette saison. Elle reste en Division Honneur qui devient alors le deuxième niveau dans la nouvelle hiérarchisation du football algérien. L'entraîneur Hassoun Saïd ne reprend pas la direction technique du club cette saison pour reprendre sa place de dirigeant et suivre la progression de l'équipe. Celui qui prit la responsabilité de faire confiance aux jeunes du club cède sa place au nouvel entraîneur hongrois Guela Leneïr que la direction du club est allée chercher pour encadrer cette nouvelle génération.
Ce dernier importe une innovation européenne dans la conception et l'organisation des entraînements. Il fit construire un mur sur lequel sont tracés des carrés pour améliorer la précision des passes et des tirs au but, et avant de démarrer les entraînements, il enfonce des pieux sur la ligne de touche permettant aux joueurs de faire des slaloms avec ou sans ballons. Ces nouveaux changements ne tardent pas à montrer des résultats probants puisque les jeunes de la JSK terminent la phase aller du championnat de la Division Honneur à la première place avec dix victoires pour deux nuls et une seule défaite. Malheureusement lors de la phase retour, bien que les résultats de la JSK demeurent corrects, celle-ci dégringole à la troisième place du classement à la suite de sa défaite deux buts à zéro contre le WAB, place qu'elle ne quitta plus jusqu'à la fin de la saison. Le RCK est finalement sacré champion de la Division Honneur pour la région Centre et accède en Division Nationale ; suivent au classement l'OMR deuxième du classement à un point du leader, et la JSK troisième à cinq points. En coupe d'Algérie, elle s'arrête au cinquième tour de la compétition en s'inclinant lourdement quatre buts à un face au CR Belcourt, dans une édition qui a vu le MC Saïda vainqueur du trophée en finale face à l'ES Mostaganem qui lui s'incline pour la deuxième fois à ce stade de la compétition.

## Championnat d'Algérie 1964-1965: Division Honneur Centre

### Classement final
Le classement est établi sur le même barème de points que durant l'époque coloniale, c'est-à-dire qu'une victoire vaut trois points, un match nul deux points et défaite à un point.
| Rang | Équipe          | Pts | J  | G  | N  | P  | Bp | Bc | Diff |
| ---- | --------------- | --- | -- | -- | -- | -- | -- | -- | ---- |
| 1    | RC Kouba        | 68  | 26 | 18 | 6  | 2  | 57 | 18 | +39  |
| 2    | OM Ruisseau     | 67  | 26 | 16 | 9  | 1  | 34 | 13 | +21  |
| 3    | JS Kabylie      | 63  | 26 | 14 | 9  | 3  | 58 | 24 | +34  |
| 4    | USM El Harrach  | 57  | 26 | 11 | 9  | 6  | 28 | 33 | -5   |
| 5    | Al-Asnam SO     | 55  | 26 | 8  | 13 | 5  | 34 | 18 | +16  |
| 6    | Hydra AC        | 52  | 26 | 11 | 5  | 10 | 42 | 28 | +14  |
| 7    | WA Boufarik     | 51  | 26 | 8  | 7  | 11 | 28 | 34 | -6   |
| 8    | SC Affreville   | 49  | 26 | 8  | 7  | 11 | 28 | 34 | -6   |
| 9    | OM Saint-Eugène | 47  | 26 | 8  | 5  | 13 | 26 | 39 | -13  |
| 10   | RC Arbaa        | 47  | 26 | 6  | 9  | 11 | 19 | 31 | -12  |
| 11   | JS El Biar      | 46  | 26 | 5  | 10 | 11 | 25 | 33 | -8   |
| 12   | S Ain-Benian    | 43  | 26 | 5  | 7  | 14 | 17 | 37 | -20  |
| 13   | ASPTT Alger     | 42  | 26 | 4  | 8  | 14 | 13 | 40 | -27  |
| 14   | USMM Hadjout    | 40  | 26 | 3  | 8  | 15 | 22 | 50 | -28  |

- Champion de la Division Honneur d'Alger

- Relégué

## Coupe d'Algérie 1964-1965
| Dates            | Journées         | Adversaires | Lieux des rencontres          | Scores | Buts JSK     | Références          |
| ---------------- | ---------------- | ----------- | ----------------------------- | ------ | ------------ | ------------------- |
| 15 novembre 1964 | 4e tour régional | AST Alger   | Stade des Issers,(Issers)     | 3-0    | ??           | [ Rapport match 1 ] |
| 22 novembre 1964 | 5e tour régional | CR Belcourt | Stade de Saint-Eugène,(Alger) | 1-4    | Karamani 12e | [ Rapport match 2 ] |

## Buteurs
| Joueurs | Championnat | Coupe d'Algérie | Total |
| ------- | ----------- | --------------- | ----- |
|         |             |                 |       |
|         |             |                 |       |
|         |             |                 |       |
|         |             |                 |       |
|         |             |                 |       |
| Total   |             |                 |       |

### Ouvrages généraux
- Lahcène Belahoucine, La Saga du football algérien, Alger, HIBR, 2010, 334 p., p. 207 à 224

### Ouvrages sur le club
- Naïm Adnane, 40 ans de Football: L'histoire exemplaire d'un club Algérien : Tome I: De le JSK à la JET, Alger, ENAP, 1987, 185 p., p. 66 à 74

- Mustapha Rafaï, La Jeunesse Sportive de Kabylie (J.S.K.) : Itinéraire, de la création à la réforme sportive, Alger, ZYRIAB, 2012, 273 p., p. 106 à 116

## Voir également
- Jeunesse sportive de Kabylie